# Jean-Bruno Renard
Pour les articles homonymes, voir Renard (homonymie).
Jean-Bruno Renard (né à Paris en 1947) est un sociologue français, professeur émérite à l’université de Montpellier III (« Paul-Valéry »). Ses travaux portent sur la culture populaire (notamment la bande dessinée et le fantastique), sur les rumeurs et les légendes urbaines, ainsi que sur les croyances au paranormal et le phénomène ovni, qu’il aborde d’un point de vue sceptique.

## Biographie
Après avoir fréquenté le lycée Janson-de-Sailly à Paris, l’Institut libre de Saint-Lô et l’École Saint-Martin-de-France à Pontoise, Jean-Bruno Renard obtient le baccalauréat de philosophie en 1966. Il suit les cours de l’Institut d’études politiques de Paris pendant un an, puis s'oriente vers la sociologie à l'Université Paris-Nanterre. Il y soutient en 1974 une thèse de doctorat sur les thèmes religieux et fantastiques dans la bande dessinée franco-belge (sous la direction de François-André Isambert). Nommé assistant de sociologie en 1974 à l'Université de Montpellier III (« Paul-Valéry »), il est promu maître de conférences en 1988 puis professeur des universités en 1997, après avoir obtenu un an auparavant une Habilitation à diriger des recherches (HDR).
De 1998 à 2002, il dirige le Département de Sociologie de l'Université de Montpellier III (« Paul-Valéry »). Il est responsable du DEA puis du Master de Sociologie de 2000 à 2015. Il est membre élu de la section 19 du CNU (Conseil National des Universités) de 2007 à 2015 (deux mandats).
Il prend sa retraite le 30 septembre 2015.
Jean-Bruno Renard est le fils aîné du poète Jean-Claude Renard (1922-2002).

## Néo-évhémérisme
Il crée en 1980 le terme « néo-évhémérisme » pour qualifier la théorie des anciens astronautes.

### Ouvrages
- Clefs pour la bande dessinée, Paris, Seghers, « Clefs », 1978, 2e éd. mise à jour 1985.
- Bandes dessinées et croyances du siècle. Essai sur la religion et le fantastique dans la bande dessinée franco-belge, Paris, PUF, « La Politique éclatée », 1986.
- Les extraterrestres. Une nouvelle croyance religieuse ?, Paris, Éditions du Cerf, « Bref », 1988. Trad. italienne, 1991.
- Légendes urbaines. Rumeurs d’aujourd’hui, avec Véronique Campion-Vincent, Paris, Payot, 1992 ; rééd. 1998, 2002. Trad. chinoise, 2003.
- Rumeurs et légendes urbaines, Paris, PUF, « Que sais-je ? » no 3445, 1999 ; rééd. 2002, 2006, 2013, 2022. Trad. espagnole, 2009.
- De source sûre. Nouvelles rumeurs d’aujourd’hui, avec Véronique Campion-Vincent, Paris, Payot, 2002 ; rééd. 2005.
- Sociologie de l’imaginaire, avec Patrick Legros, Frédéric Monneyron et Patrick Tacussel, Paris, Armand Colin, « Cursus », 2006. Trad. brésilienne, 2007.
- Le Merveilleux. Sociologie de l'extraordinaire, Paris, CNRS Éditions, 2011.
- 100 % rumeurs. Codes cachés, objets piégés, aliments contaminés... La vérité sur 50 légendes urbaines extravagantes, avec Véronique Campion-Vincent, Paris, Payot, 2014.

### Direction d'ouvrages
- Superstitions. Croyances et pratiques liées à la chance et à la malchance, en co-direction avec Patrick Legros, Montpellier, Presses universitaires de la Méditerranée, 2011.
- La Faculté des lettres de Montpellier. Portraits de professeurs, en co-direction avec Jean-Paul Laurens, Montpellier, Presses universitaires de la Méditerranée, 2013.

### Direction de numéros de revues
- Communications, no 52, « Rumeurs et légendes contemporaines », 1990, avec Véronique Campion-Vincent. Disponible en ligne
- Cahiers de l’imaginaire, no 10, « Rencontres et apparitions fantastiques », 1994.
- Les Cahiers de l’IRSA, no 3, « L’imaginaire de l’effroyable. Monstres, crimes et catastrophes », 1999.
- Diogène, n° 249-250, « Les théories du complot aujourd'hui », 2015, avec Véronique Campion-Vincent. Édition anglaise : Diogenes, Number 247, Vol. 62, Issue 3-4, «Conspiracy theories today», 2020, London, SAGE Publications.

### Contributions à des ouvrages collectifs
- « Le merveilleux et l’homme contemporain » in Michel Meslin (dir.), Le Merveilleux. L’imaginaire et les croyances en Occident, Paris, Bordas, 1984, p. 44-49. Traduction italienne, 1988.
- « La para-archéologie et sa diffusion dans le grand public » in : L’archéologie et son image. Actes des VIIIe Rencontres internationales d’archéologie et d’histoire, Antibes, octobre 1987, Juan-les-Pins (Alpes-Maritimes), Éditions APDCA, 1988, p. 275-290.
- « Lecture jungienne d’une bande dessinée : Le Royaume des eaux noires, de Paul Cuvelier » in Antoine Faivre (dir.), La Littérature fantastique. Colloque de Cerisy, Paris, Albin Michel, coll. « Cahiers de l’Hermétisme », 1991, p. 234-247. Rééd. Paris, Dervy, 1997.
- « Le tract sur les signes de reconnaissance utilisés par les cambrioleurs : rumeur et réalité » in Patrick Tacussel (dir.), Le Réenchantement du monde. La métamorphose contemporaine des systèmes symboliques, tome II des Actes du Colloque « Sociologies IV » de Montpellier, Paris, L’Harmattan, 1994, p. 215-241.
- Articles « Extraterrestres » (p. 267-275), « Homme sauvage » (p. 370-376), « Légendes urbaines » (p. 428-437), « Super-héros (de bande dessinée) » (p. 756-762) in Pierre Brunel (dir.), Dictionnaire des mythes d’aujourd’hui, Paris, Éditions du Rocher, 1999.
- « L’imaginaire mythologique de Caza » in Richard Comballot et al., Caza. Une monographie, Saint-Egrève (Isère), Mosquito, 2000, p. 100-110.
- « Rumors and Urban Legends » in Neil J. Smelser and Paul B. Baltes (eds), International Encyclopedia of the Social & Behavioral Sciences, vol. 20, Oxford, Elsevier Science Ltd, 2001, p. 13413-13416.
- « L’imaginaire du feu » in Benoît Garrone (dir.), Le Feu dans la nature : mythes et réalité, Prades-le-Lez (Hérault), Les Écologistes de l’Euzière, 2004, p. 19-29 ; rééd. Toulouse, Éditions Plume de Carotte, « Les Écologistes de l’Euzière », 2008.
- « Negatory Rumors : From the Denial of Reality to Conspiracy Theory », chap. 13 in Gary Alan Fine, Véronique Campion-Vincent, and Chip Heath (dir.), Rumor Mills : The Social Impact of Rumor and Legend, Piscataway, NJ, Aldine Transaction, « Social Problems and Social Issues Series », 2005, p. 223-239.
- « Le rôle des portraits contrastés dans la formation des stéréotypes » in Henri Boyer (dir.), Stéréotypage, stéréotypes : fonctionnements ordinaires et mises en scène, tome 2 : « Identité(s) », Paris, L’Harmattan, 2007, p. 227-237.
- « L'étude des rumeurs » in Michel-Louis Rouquette (dir.), La Pensée sociale, Toulouse, Éditions Érès, 2009, p. 137-157.
- « Le mythe du retour du héros : des légendes surnaturelles aux rumeurs de survie » in Frédéric Monneyron et Antigone Mouchtouris (dir.), Des mythes politiques, Paris, Imago, 2010, p. 120-144.
- « La peur sociale somatisée : l'hystérie collective » in Sylvain Delouvée, Patrick Rateau et Michel-Louis Rouquette (dir.), Les Peurs collectives, Toulouse, Éditions Érès, 2013, p. 139-150.
- « Illustrations empiriques de la rumeur comme syndrome » in Patrick Rateau (dir.), Mémoire, rumeur, propagande. Approche psycho-sociologique. Hommage à Michel-Louis Rouquette (1948-2011), Perpignan, Presses Universitaires de Perpignan, « Collection Études », 2013, p. 49-65.
- « La reconfiguration légendaire » in Georges Bertin et Céline Bryon-Portet (dir.), Une Société du sacré ? Désacralisations et re-sacralisations dans la société contemporaine, numéro d’Esprit Critique, vol. 19, 2014, p. 28-37. Disponible en ligne http://docplayer.fr/22060698-Une-societe-du-sacre-desacralisations-et-re-sacralisations-dans-la-societe-contemporaine-sous-la-direction-de-georges-bertin-et-celine-bryon-portet.html
- « Les femmes et la rumeur » in Christa Dumas (dir.), Genre et transgression, Montpellier, Presses Universitaires de la Méditerranée, coll. « Sociologie des imaginaires », 2015, p. 321-340.
- « Le gorille blanc. Réalité, fiction et symbolisme » in Carmen Alén Garabato, Ksenija Djordjevic Léonard, Patricia Gardies, Alexia Kis-Marck et Guy Lochard (dir.), Rencontres en sciences du langage et de la communication. Mélanges offerts à Henri Boyer par ses collègues et amis, Paris, L’Harmattan, 2016, p. 83-94.
- « Proposition d’une typologie/topologie des personnages tabous » in Jean-Yves Causer (dir.), Interculturalité et réaffiliations. Hommage au professeur Gilles Ferréol, Louvain-la-Neuve (Belgique), EME Éditions, coll. « Proximités », 2022, Chapitre 11, p. 149-162.
- « Fin d’une prophétie ou prophétie de la fin ? La prophétie des papes de saint Malachie » in Julien d’Huy, Frédérique Duquesnoy et Patrice Lajoye (dir.), Le Gai Sçavoir. Mélanges en hommage à Jean-Loïc Le Quellec, Oxford (GB), Archeopress, 2023, p. 542-551.

### Articles
- « Religion, science-fiction et extraterrestres. De la littérature à la croyance », Archives de sciences sociales des religions, no 50/1, 1980, p. 143-164. Disponible en ligne
- « La symbolique chrétienne des couleurs » (1980). Foi et langage Disponible en ligne
- « L’homme sauvage et l’extraterrestre : deux figures de l’imaginaire évolutionniste », Diogène, no 127, 1984, p. 70-88. Traductions dans les versions anglaise et espagnole de la revue, ainsi que dans l’anthologie en chinois no 2, 1985.
- « Le public de la science-fiction », Science-fiction, no 5, 1985, p. 138-165.
- « La croyance aux extraterrestres. Approche lexicologique », Revue française de sociologie, vol. 27/2, 1986, p. 221-229. Disponible en ligne
- « L’idée de chance : attitudes et superstitions », Diogène, no 140, 1987, p. 106-130. Traductions dans les versions anglaise et espagnole de la revue, ainsi que dans l’anthologie en chinois no 2, 1988.
- « Les décalcomanies au LSD. Un cas limite de rumeur de contamination », Communications, no 52 (« Rumeurs et légendes contemporaines »), 1990, p. 11-50. Disponible en ligne
- « Pour une sémiotique des rencontres insolites », Cahiers de l’imaginaire, no 10 (« Rencontres et apparitions fantastiques »), 1994, p. 17-33.
- « Entre faits divers et mythes : les légendes urbaines », Religiologiques, no 10 (« Actualité du mythe »), 1994, p. 101-109. Disponible en ligne
- « “Out of the Mouth of Babes” : The Child who Unwittingly Betrays its Mother’s Adultery », Folklore (Londres), vol. 106, 1995, p. 77-83.
- « Spiritisme et soucoupisme. Approche comparative », Prétentaine, n° 5, 1996, p. 247-254.
- « Le Mouvement Planète : un épisode important de l’histoire culturelle française », Politica Hermetica, n° 10 (« L’histoire cachée entre histoire révélée et histoire critique »), 1996, p. 152-174.
- « Éléments pour une sociologie du paranormal », Religiologiques, n° 18 (« Marges contemporaines de la religion »), 1998, p. 31-52. Disponible en ligne
- « Herméneutique sociologique des êtres fantastiques », Prétentaine, n° 11, 1999, p. 157-177.
- « Fantômes et oracles à l’ère de la technologie », Politica Hermetica, n° 15 (« Deus ex machina »), 2001, p. 56-73.
- « Le mouvement raëlien : les raisons d’un succès », Psychologie & Société, n° 6, 2003, p. 116-131. Disponible en ligne
- « La jeune fille dénudée et les ultrareligieux. Une légende urbaine israélienne », Schweizerisches Archiv für Volkskunde / Archives suisses des traditions populaires, vol. 101/2, 2005, p. 172-185.
- « Les rumeurs négatrices », Diogène, n° 213, 2006, p. 54-73. Traduction anglaise dans Diogenes, n° 213, vol. 54/1, 2007, p. 43-58. Disponible en ligne
- « Rumores e violência », Revista FAMECOS. Mídia, cultura e tecnologia, n° 29, avril 2006, p. 20-28. Disponible en ligne
- « Les séquences télévisées imaginaires », Médiamorphoses, n° 19 (« Rumeurs, contes et faux-semblants », sous la direction de Pascal Froissart), 2007, p. 100-105. Disponible en ligne
- « Um gênero comunicacional : os boatos e as lendas urbanas », Revista FAMECOS. Mídia, cultura e tecnologia, no 32, avril 2007, p. 97-104. Disponible en ligne
- « De l'instinct animal au mythe humain. Note sur la théorie continuiste du mythe », Cahiers de l'imaginaire, n° 22, 2007, p. 11-15.
- « La construction de l'image des hommes politiques par le folklore narratif. Anecdotes, rumeurs, légendes, histoires drôles », Mots. Les langages du politique, n° 92, 2010, p. 11-22. Disponible en ligne
- « Croyances fantastiques et rationalité », L'Année sociologique, vol. 60/1 (« Les croyances collectives »), 2010, p. 115-135.
- « L'axolotl. De la controverse scientifique au mythe littéraire », Sociétés, n° 108 (« Relations anthropozoologiques »), 2010, 2, p. 19-32.
- « Les inventions fabuleuses », Les Cahiers européens de l'imaginaire, n° 3 (« Technomagie »), 2011, p. 232-239.
- « Le détournement de sigles : entre jeu de mots et expression contestataire », Mots. Les langages du politique, n° 95 (« Sigles et acronymes en politique »), 2011, p. 29-42. Disponible en ligne
- « Science-fiction et croyance », Sociétés, n° 113, « (Science) Fiction », 2011/3, p. 19-27.
- « De l’intérêt des anecdotes », Sociétés, n° 114, « Ambiances quotidiennes », 2011/4, p. 33-40.
- « Urbane legende (urbane glasine i legende) » [Légendes urbaines (rumeurs et légendes urbaines)], traduit du français en croate par Livia Pavletić, In medias res : časopis filozofije medija [In medias res : revue de philosophie des médias], Vol. 1, N° 1, 2012 ; pp. 93-97. Traduction en croate du chapitre VI, sections V et VI, de Rumeurs et légendes urbaines, « Que sais-je ? ».
- « La conception durandienne du symbole », Sociétés, n° 123, « Hommage à Gilbert Durand », 2014/1, p. 35-40.
- « Par-delà le vrai et le faux », Les Cahiers Européens de l’Imaginaire, n° 6, « Le fake », mars 2014, p. 54-59, Paris, CNRS Éditions.
- « Les causes de l’adhésion aux théories du complot », Diogène, n° 249-250, « Les théories du complot aujourd’hui », janvier-juin 2015, p. 107-119. Traduction anglaise : “What causes people to believe conspiracy theories?”, Diogenes, Number 247, Vol. 62, Issue 3-4, 2020, p. 71-80, London, SAGE Publications.
- « Les crop circles : représentations et croyances », La Nouvelle Gazette Fortéenne, volume 1, juin 2020, p. 229-265, Paris, Les Éditions de l’Œil du Sphinx.

## Distinctions

### Décoration
Officier dans l'Ordre des Palmes académiques (décret du 10 juillet 2015).

### Prix
- 1978. Prix La Roque d'Anthéron du Meilleur ouvrage 1978 sur la bande dessinée, pour Clefs pour la bande dessinée (1978).
- 1993. Prix Dagnan-Bouveret de l'Académie des Sciences morales et politiques, pour Légendes urbaines. Rumeurs d'aujourd'hui (avec Véronique Campion-Vincent, 1992).
- 1999. Grand Prix de l'Imaginaire (catégorie Essai), Festival Utopia 99, Poitiers, pour Rumeurs et légendes urbaines (1999).